# Mosman Municipality
Koordinaten: 33° 54′ S, 151° 9′ O

Die Municipality of Mosman ist ein lokales Verwaltungsgebiet (LGA) im australischen Bundesstaat New South Wales. Mosman gehört zur Metropole Sydney, der Hauptstadt von New South Wales. Das Gebiet ist 8,65 km² groß und hat etwa 28.000 Einwohner.
Mosman liegt im Mündungsbereich des Hafens von Sydney zwischen den beiden Hauptarmen Sydney Harbour und Middle Harbour etwa 6 km nordöstlich des Stadtzentrums. Das Gebiet ist offiziell nicht in Stadtteile untergliedert, traditionell bestehen noch 21 Stadtgebiete: Balmoral, Balmoral Beach, Balmoral Heights, Beauty Point, Bradleys Head, Chinamans Beach, Chowder Bay, Clifton Gardens, Georges Heights, HMAS Penguin, Middle Head, Mosman, Mosman Junction, Pearl Bay, Sirius Cove, Spit Junction, Taronga Park, The Spit und Teile von Cremorne, Cremorne Junction und Mosman Bay. Der Sitz des Municipality Councils befindet sich im Westen der LGA.

## Verwaltung

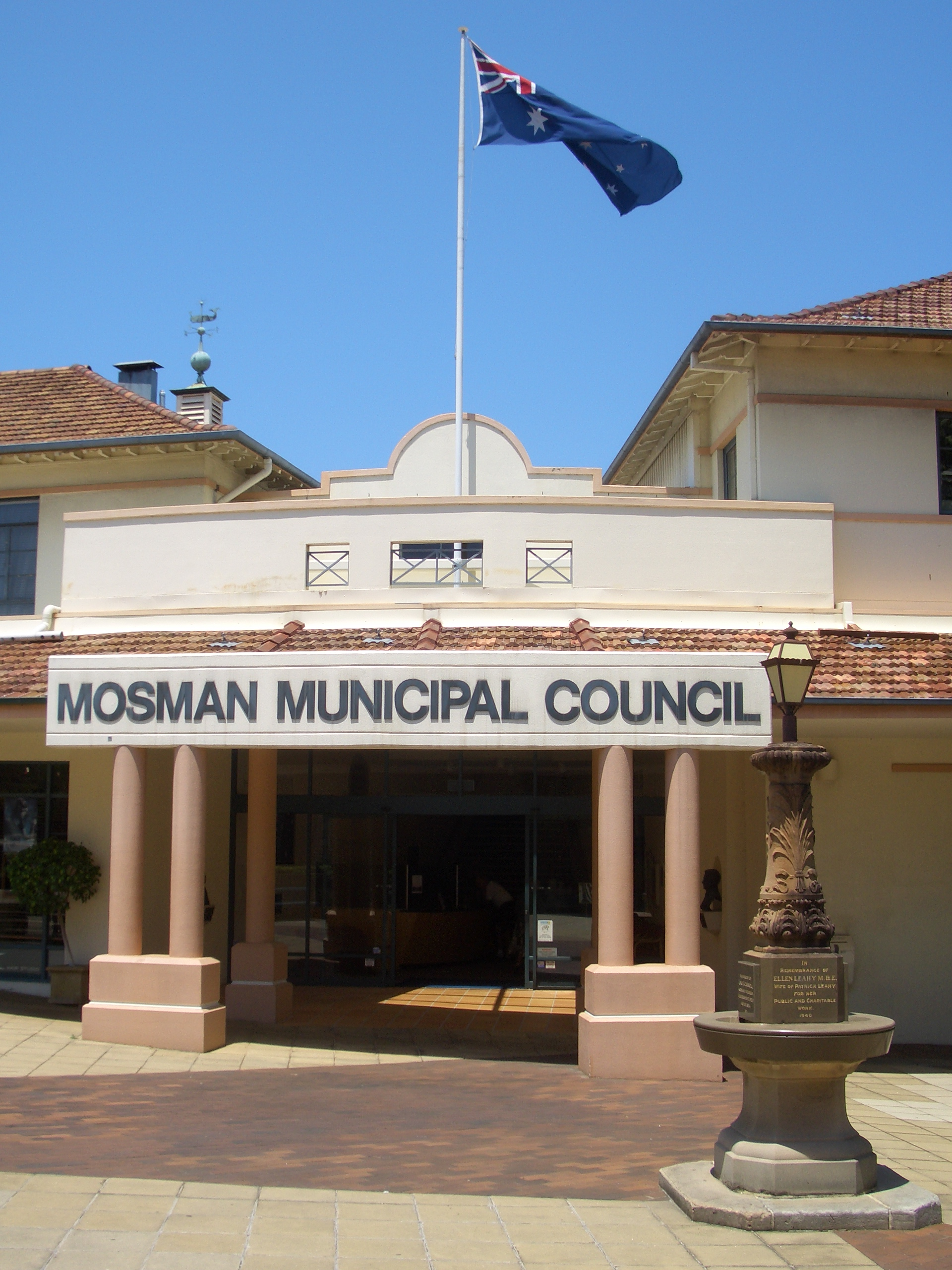

Der Mosman Municipal Council hat sieben Mitglieder. Sechs Councillor und der Vorsitzende und Mayor (Bürgermeister) des Councils werden direkt von den Bewohnern der LGA gewählt. Mosman ist nicht in Bezirke untergliedert.
Bei der Wahl 2008 war die Municipality in drei Wards unterteilt (Balmoral, Middle Harbour und Mosman Bay). In jedem dieser Wahlbezirke wurden drei Councillor gewählt. Der Mayor wurde anschließend aus dem Kreis der neun Gewählten bestimmt. Davor gab es vier Wards (Balmoral, Middle Harbour, East und West) mit jeweils vier Councillors, also insgesamt zwölf Ratsmitglieder.